# Ercheia fuscobrunnea
Ercheia fuscobrunnea är en fjärilsart som beskrevs av Embrik Strand 1914. Ercheia fuscobrunnea ingår i släktet Ercheia och familjen nattflyn. Inga underarter finns listade i Catalogue of Life.